# Troupe aéroportée

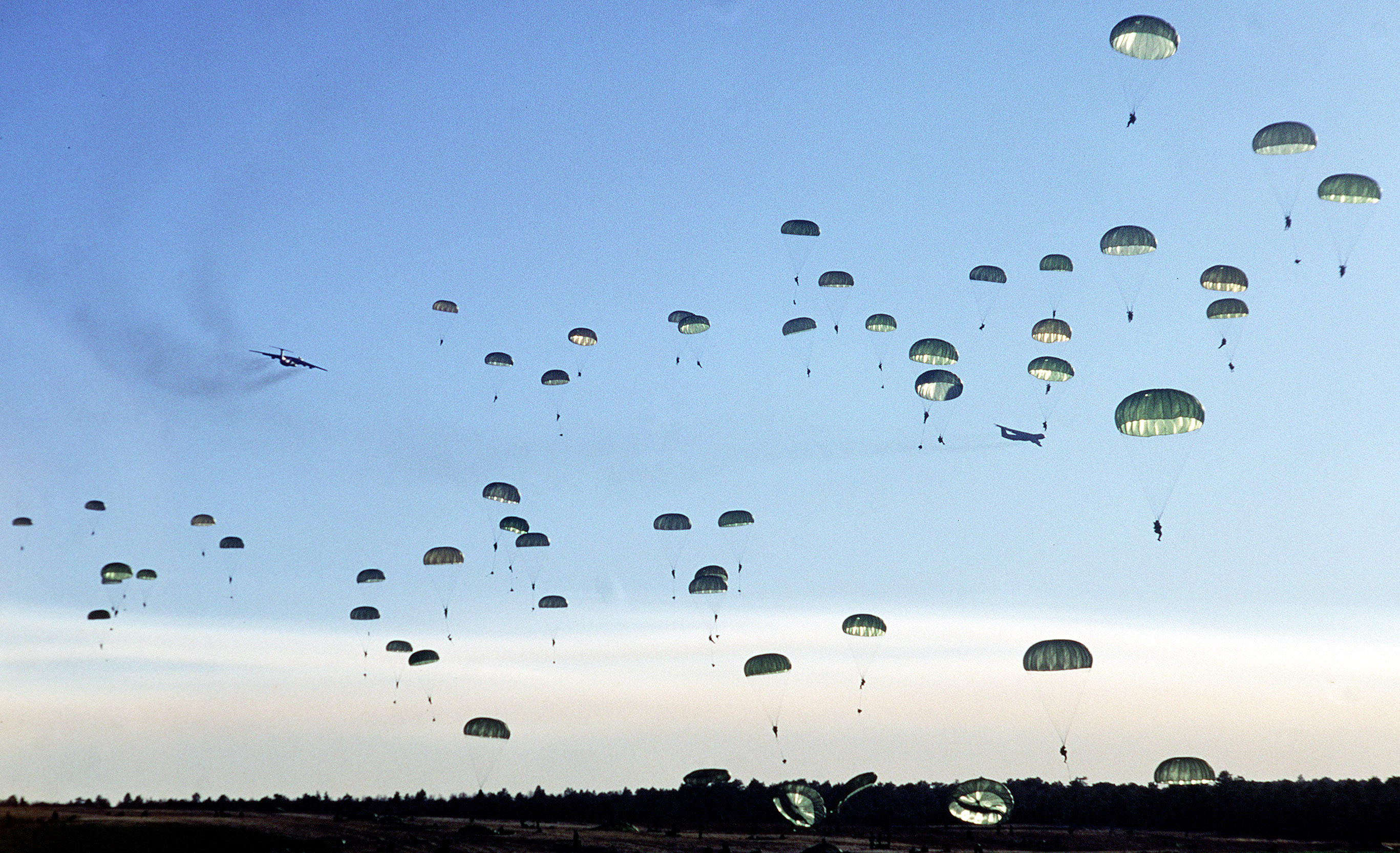
Saut de parachutistes de la aéroportée US.

Les troupes aéroportées sont, en règle générale, des unités des armées de terre qui sont transportées au combat par des moyens aériens, larguées en parachute ou déposées par planeur ou  depuis la seconde moitié du vingtième siècle par hélicoptère dans des opérations aéroportées, dites opérations mobiles de grande envergure. 
On peut les appeler les Para-Commando chez les Belges et nations nouvelles à cette discipline[style à revoir], les para-commandos ou simplement les parachutistes dits paras comme dans la plupart des pays du monde[réf. nécessaire], qu'ils soient chasseurs à pied, artilleurs, du génie, du train, cavaliers chez les Français, ou simples paratroopers chez les Britanniques et leurs pays élèves[style à revoir]. Il existe une variante pathfinder ou éclaireurs, qui sont baliseurs de DZ, la drop zone, et observateurs de renseignement, en France, c'est le 13e régiment de dragons parachutistes (13e RDP) qui fait une partie de ce travail. Il ne faut pas confondre les unités parachutistes et celles commandos (même si dans certains pays leurs commandos sont une frange d'un régiment ou bataillon parachutiste), car leur usage est différent, les commandos font des coups de force, ou de renseignement éclair, et repartent, les aéroportés eux font une offensive de masse, et tiennent le terrain en attendant la relève du reste de la grande offensive terrestre.
Au cours de la Seconde Guerre mondiale, des planeurs ont également été utilisés comme vecteurs, notamment lors du débarquement de Normandie, permettant par leur capacité d'emport de débarquer des moyens matériels plus importants, comme des jeeps ou des blindés légers.

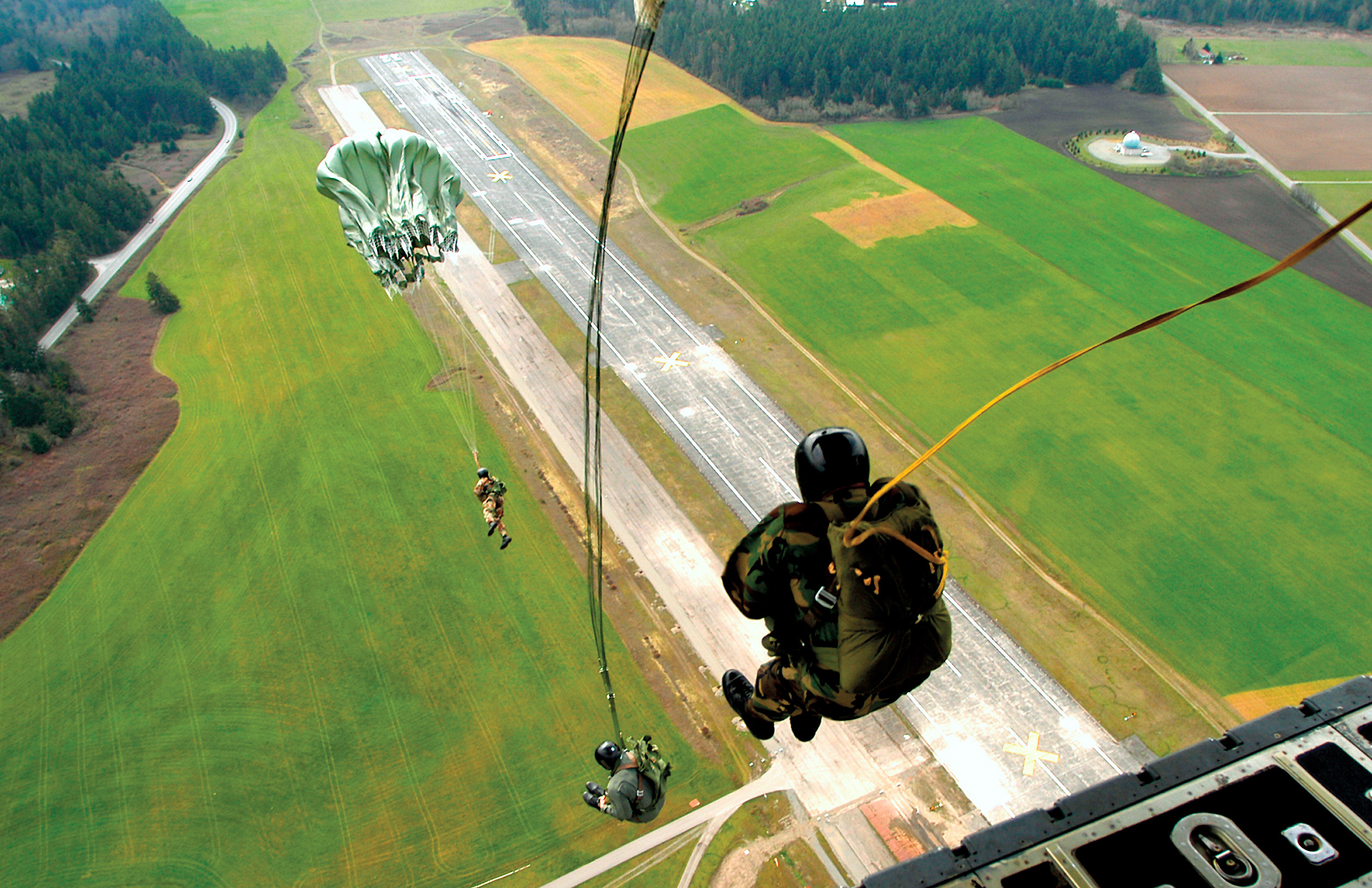
Des parachutistes au début de leur instruction au saut (basse altitude).

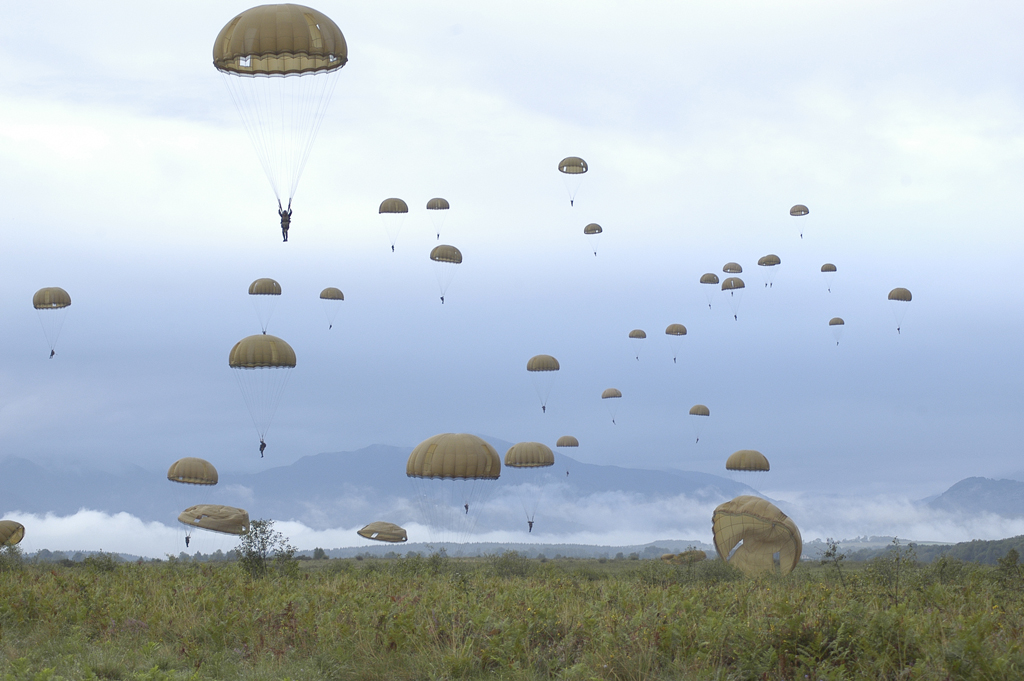
Saut en parachute sur la zone de Ger du 1er régiment de hussards parachutistes.

## Histoire

### Avant 1940
Le parachutisme, dont la théorie est modélisée par Léonard de Vinci, est expérimenté en 1797. Il trouve sa première application militaire au cours de la Première Guerre mondiale, dans l'aérostation : les aérostiers sautent de leur ballon avant que celui-ci ne s'écrase au sol ; il est également utilisé vers la fin du conflit par les aviateurs allemands.
En France, l'Armée de l'air ne développe aucun concept militaire à partir du parachute jusqu'en 1937, excepté l'équipement de sécurité pour les équipages de ses appareils. En 1935 est créé un centre d'instruction pour ses personnels navigants ; certaines observations poussèrent à la création de l'infanterie de l'Air au bout de deux ans. Cependant, la stratégie défensive choisie en 1940 ne permit pas leur utilisation et les deux groupes d'infanterie de l'Air furent dissous.
L'Allemagne nazie au contraire, avait tout à gagner dans le cadre d'ambitions de conquête, à l'emploi de troupes de chocs larguées à un endroit inattendu pour l'ennemi. C'est elle qui fit le plus tôt un grand emploi de ces troupes au début du conflit.
L'Armée rouge fut la première à créer de grandes unités aéroportées dès les années 1930 et les utilisa massivement notamment pendant la contre-offensive d'hiver 1941/42. Les parachutistes soviétiques, mal entraînés, se montrèrent relativement peu efficaces et les unités furent reconverties dans l'infanterie.

### Seconde Guerre mondiale
La Seconde Guerre mondiale, avec ses grandes offensives basées sur des ruptures de front, multiplia l'emploi des unités aéroportées. La première grande opération aéroportée coordonnée est organisée au printemps 1941 par les Allemands, qui s'emparent ainsi de la Crète. Certains manques dans la préparation de cette opération provoquèrent de fortes pertes, dès lors les Allemands n'utilisèrent les parachutistes dans leur spécificité aéroportée qu'avec parcimonie et furent par conséquent plus souvent utilisés comme infanterie d'élite.
La fin de la guerre vit l'emploi en grandes opérations de troupes aéroportées et aérotransportées de la part des Alliés, en Normandie, et pour l'opération Market Garden, où les Alliés subirent de terribles pertes, toujours dans ces rôles de troupe légère : prise de force d'objectifs limités (pont, nœud routier) ou couverture des plages normandes (pour ralentir l'avance des renforts allemands), en juillet 1943 une opération aéroportée (opération Ladbroke a lieu en Sicile pour capturer un pont et permettre le bon fonctionnement de l'opération Husky.

### L'après-guerre

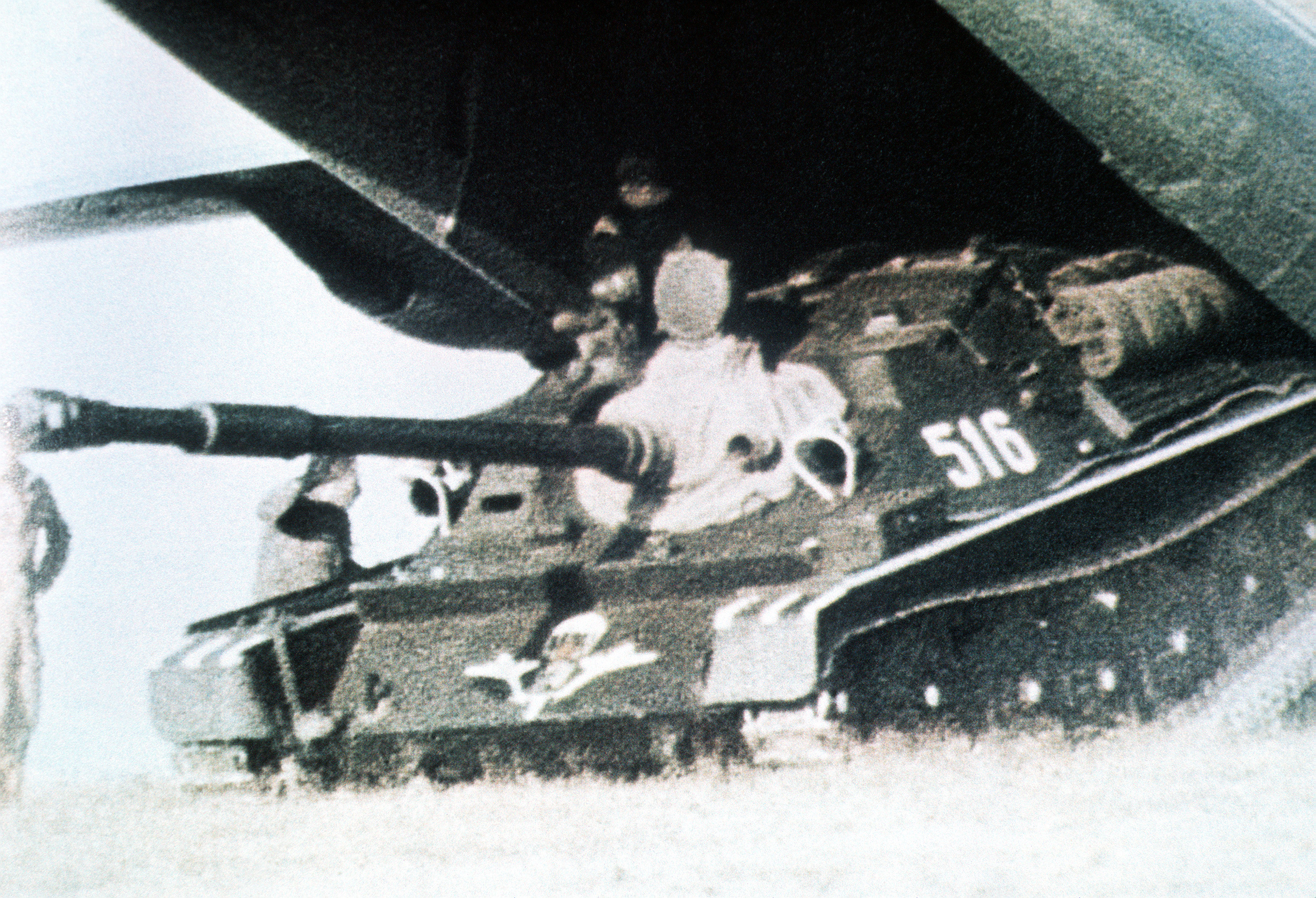
Blindé ASU-85 des parachutistes de l'armée soviétique sortant d'un Antonov An-12.

On vit très peu de grandes opérations aéroportées depuis 1945, la défense antiaérienne et les forces mécanisées imposantes en Europe durant la guerre froide réduisirent l'intérêt de grandes unités parachutistes sur ce continent. Elles furent, surtout dans l'armée française, utilisées de façon intensive durant les guerres de décolonisation (guerre d'Indochine, guerre d'Algérie, campagne de Suez) mais ces opérations n'avaient pas, loin de là, à l'exception de l’opération Castor, l'envergure de celles de la Seconde Guerre mondiale ; elles furent essentiellement employées comme infanterie de choc.
À partir des années 1960, les parachutistes furent de plus en plus utilisés comme infanterie héliportée, d'abord et essentiellement par l'US Army durant la guerre du Viêt Nam.
En 1978, le sauvetage de Kolwezi fut le dernier grand assaut parachuté effectué par les forces françaises. Néanmoins, en novembre 2004, le 8e régiment de parachutistes d'infanterie de marine fut parachuté au Kosovo en prévision des élections dans une optique de dissuasion.

### Après la Guerre froide
L'US Army effectua en 2003 durant l'opération Liberté irakienne le plus grand parachutage depuis la guerre d'Indochine avec la 173rd Airborne Brigade, mais cette opération fut surtout une manœuvre secondaire.
L'armée française mène en 2013 durant la guerre du Mali au cours de l'opération Serval une série combinée de raids héliportés, de parachutage et de posés d'assaut. La deuxième bataille de Gao avec le Commando parachutiste de l'air no 10, la prise de Tombouctou  le 27 janvier 2013 avec le 2e régiment étranger de parachutistes, de Kidal le 30 janvier 2013 avec les  troupes du commandement des opérations spéciales ou de Tessalit le 8 février 2013 illustrent ces actions aéroportées.

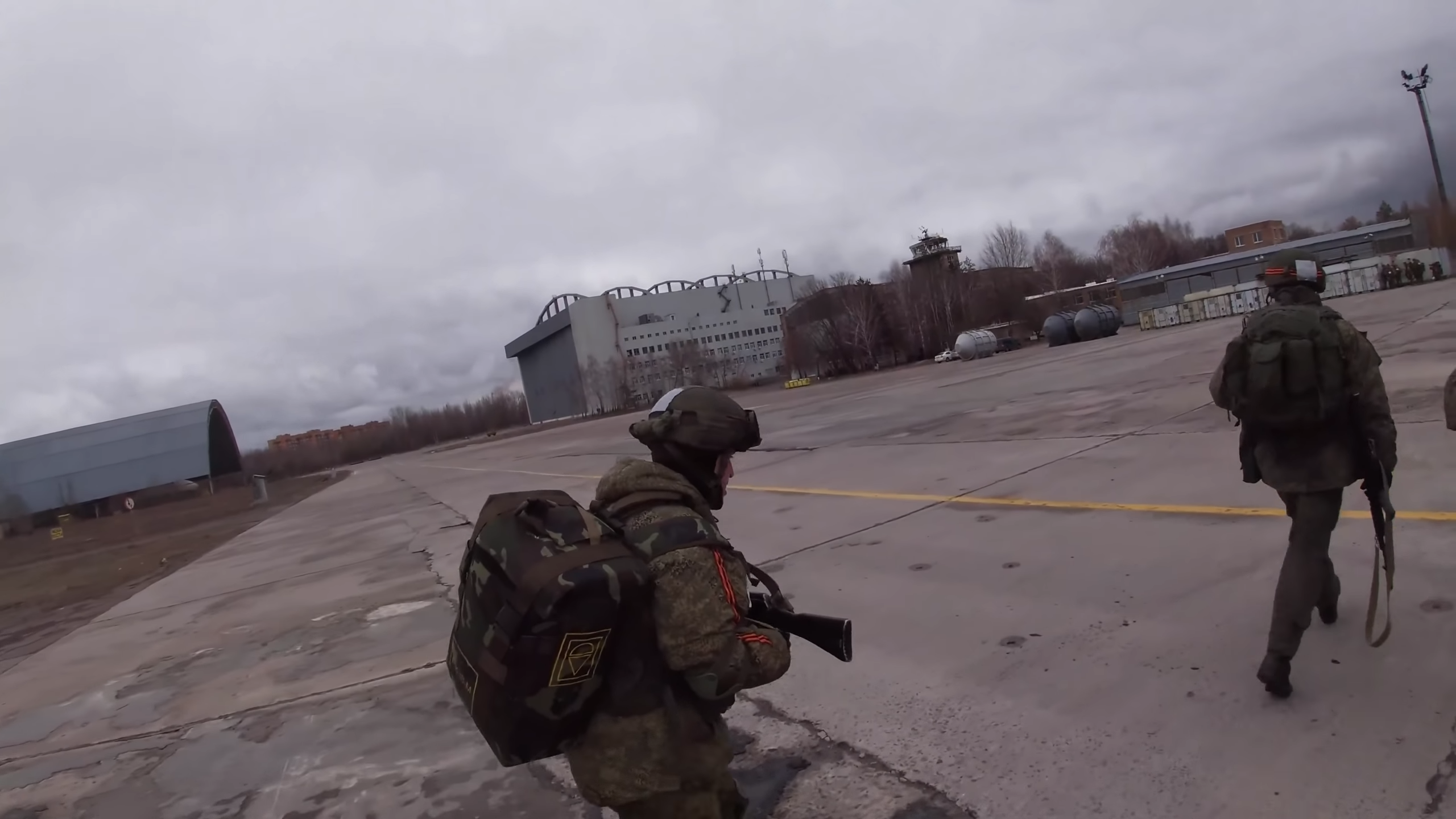
Troupes aéroportées russes dans l'aéroport de Hostomel

La bataille de l'aéroport de Hostomel voit le 24 février 2022 un emploi massif des hélicoptères de la 11e brigade d'assaut aéroporté russe pour mener un assaut sur le territoire ukrainien. L'offensive se conclut par un échec.

## Doctrine
Les opérations aéroportées de la Seconde Guerre mondiale jusqu'à Kolwezi apportent quelques éléments principaux à la doctrine de l'emploi de troupes aéroportées :
- la nécessité de la surprise ;
- la nécessité de la collecte des meilleurs renseignements possibles avant l'action ;
- la définition précise d'objectifs clairement limités, à la fois dans l'espace et le temps (des troupes légères ne pouvant que difficilement résister à une contre-offensive d'envergure, elles ne sont là que pour s'emparer de l'objectif et le conserver peu de temps avant l'arrivée du gros des troupes) ;
- un largage proche de ces objectifs, et le plus concentré possible, à la fois dans le temps (en une fois : tapis de troupes, ou en le moins de passes possible) et dans l'espace (pour éviter la dispersion des unités, la perte de matériel funeste aux unités de l'US Army en Normandie) ;
- une bonne coordination générale.

Les opérations aéroportées permettent, par l'emploi de troupes de choc, de s'emparer d'objectifs limités et de les tenir face à l'ennemi. Cependant, ces troupes sont légères, même aérotransportées (planeurs ou avions atterrissant) ; leur impact est donc essentiellement lié à l'effet de surprise, et leur résistance ne peut durer sans un soutien rapide d'éléments lourds. Le retrait difficile est également une limite par rapport aux opérations amphibies.

## Quelques parachutistes célèbres
- le commandant Sauvagnac, précurseur français de l'emploi de parachutistes, avec le capitaine Berger qui participèrent à la création des groupes d'infanterie de l'air en 1935 (601e et 602e GIA). Par la suite, le 1er régiment de chasseurs parachutistes sera créé en 1943 reprenant l'insigne et les traditions du 601e GIA. Les commandos parachutistes de l'air, créés pour la pacification en Algérie par le général de Maricourt reprendront en partie les traditions du 602e GIA. Leur premier patron était le commandant François Coulet, nommé lieutenant-colonel remplacé par le lieutenant-colonel Emery en 1960, car il n'était pas d'accord avec De Gaulle sur la conduite à tenir en Algérie. Le premier commando créé fut le CPA 10 sous les ordres du capitaine Meyer décédé en 2006 avec le grade de général.
- le colonel Geille fut, comme capitaine, le premier en France à devenir instructeur de parachutisme à l'issue d'un stage effectué en Union Soviétique en 1935. À son retour, il fut à l'origine des compagnies d'infanterie de l'Armée de l'air (à laquelle il appartenait comme pilote de chasse) et fut chargé d'organiser le premier centre de formation de parachutistes, le centre d'instruction de parachutisme de l'armée de l'air, dont il prit le commandement le 9 septembre 1935. Il fut nommé contrôleur permanent de l'instruction technique du parachutisme dans les futurs 601e et 602e groupe d'infanterie de l'air.
- le général Falley (91e DA allemande, tué dans une embuscade tendue par les paras de la 82e Airborne en Normandie en 1944) ;
- le général Ridgway (82e Airborne en 1944) ;
- Jean Gilles (général), seul Commandant des Troupes Aéroportées, Commandant des opérations aéroportées à Suez,
- le général Sosabowski, commandant de la brigade parachutiste polonaise durant l'opération Market Garden ;
- le général Massu, général de l'armée française ;
- le général Bigeard ancien et médiatique chef de corps du 6e bataillon de parachutistes coloniaux, puis du 3e régiment de parachutistes coloniaux.

## Unités aéroportées

### Unités aéroportées historiques
- 1re armée aéroportée alliée ;
- 6e division aéroportée britannique ;
- 101e division aéroportée (États-Unis) ;
- 82e division aéroportée (États-Unis) ;
- 1re brigade indépendante de parachutistes (Pologne) ;
- Fallschirmjäger ;
- 50e brigade parachutiste indienne.

### Unités aéroportées belges
- Régiment Para-Commando

### Unités aéroportées françaises

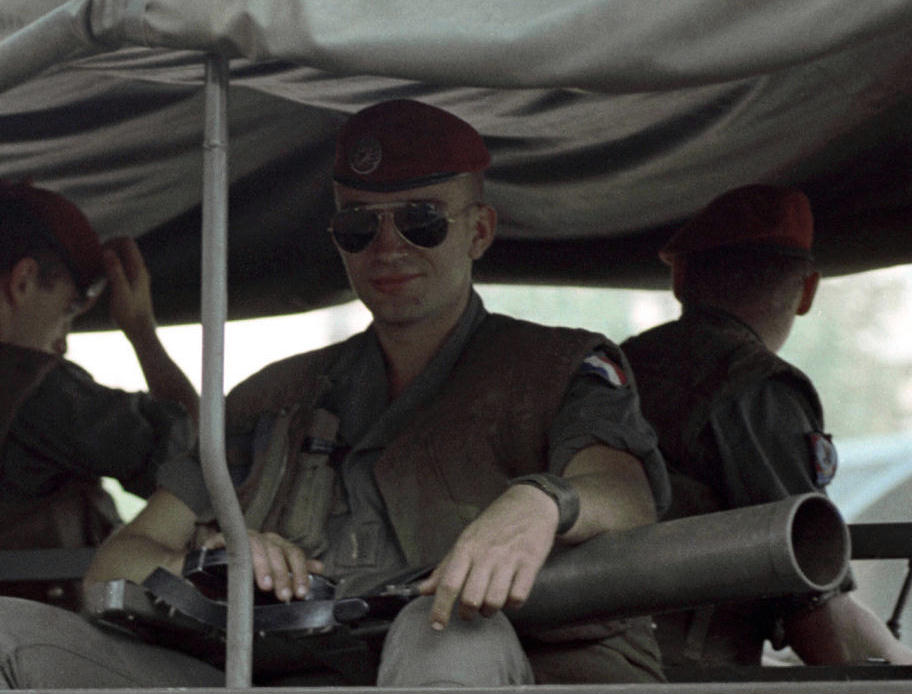
Parachutistes français de la Force multinationale de sécurité à Beyrouth avec un LRAC F1, 1er avril 1983.

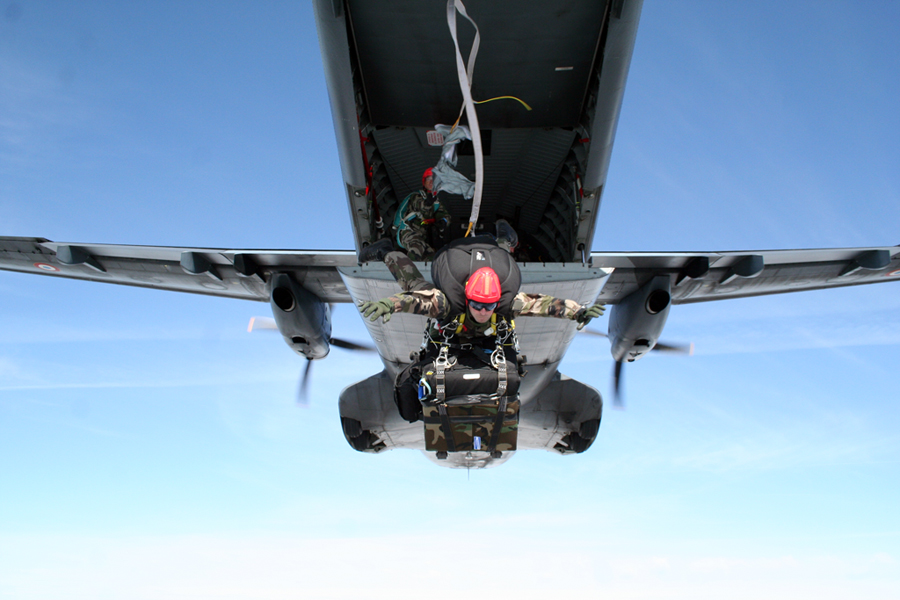
Saut opérationnel d'un GCP du 1er régiment de hussards parachutistes.

#### Armée de terre

##### 11ebrigadeparachutiste(11eBP)
- 1er régiment de hussards parachutistes (1er RHP) - Tarbes (Hautes-Pyrénées)
- 35e régiment d'artillerie parachutiste (35e RAP) - Tarbes (Hautes-Pyrénées)
- 17e régiment du génie parachutiste (17e RGP) - Montauban (Tarn-et-Garonne)
- 1er régiment de chasseurs parachutistes (1er RCP) - Pamiers (Ariège)
- 2e régiment étranger de parachutistes (2e REP) - Calvi (Haute-Corse)
- 3e régiment de parachutistes d'infanterie de marine (3e RPIMa) - Carcassonne (Aude)
- 8e régiment de parachutistes d'infanterie de marine (8e RPIMa) - Castres (Tarn)
- 1er régiment du train parachutiste (1er RTP) - Toulouse (Haute-Garonne)
- Le groupement des commandos parachutistes

##### Commandement des actions spéciales terre(CAST)
- 1er régiment de parachutistes d'infanterie de marine (1er RPIMa) - Bayonne (Pyrénées-Atlantiques)
- 13e régiment de dragons parachutistes (13e RDP) - Martignas-sur-Jalle (Gironde)

##### Autres
- L'École des troupes aéroportées (ETAP) - Pau (Pyrénées-Atlantiques)
- 3e régiment du matériel (3e RMAT) - Muret (Haute-Garonne).
- 2e régiment de parachutistes d'infanterie de marine (2e RPIMa) - Saint-Pierre, La Réunion (La Réunion)
- 14e régiment d'infanterie et de soutien logistique parachutiste (14e RISLP) - Toulouse

#### Marine nationale
- L'École des fusiliers marins - Lorient (Morbihan)
- La Base des fusiliers marins et des commandos (Basefusco) - Lorient (Morbihan)
- Les six commandos marine :
  - le commando Hubert - Saint-Mandrier (Var) ;
  - le commando Jaubert - Lorient (Morbihan) ;
  - le commando Trépel - Lorient (Morbihan) ;
  - le commando de Montfort - Lorient (Morbihan) ;
  - le commando de Penfentenyo - Lorient (Morbihan) ;
  - le commando Kieffer - Lorient (Morbihan).

#### Armée de l'air
- L'École des fusiliers commando l'air (EFCA) - Dijon  (Côte-d'Or)
- Les trois commandos parachutistes de l'air :
  - le commando parachutiste de l'air no 10 ;
  - le commando parachutiste de l'air no 20 ;
  - le commando parachutiste de l'air no 30.

#### Gendarmerie nationale
- Le Groupe d'intervention de la Gendarmerie nationale

### Unités aéroportées de l'United States Army
- 18e corps aéroporté américain
- 82e division aéroportée
- 101e division aéroportée
- 173e brigade aéroportée américaine

### Unités aéroportés de l'armée russe(ex-Armée rouge)
- Vozdushno-Desantnye Vojska ou VDV
  - 7e division aéroportée
  - 76e division d'assaut aérien
  - 98e division aéroportée
  - 106e division aéroportée
  - 31e brigade aéroportée